# Belal Ibrahim Massoud
Belal Ibrahim Massoud (* 8. Februar 2004) ist ein ägyptischer Handballspieler.

## Karriere

### Im Verein
Belal Ibrahim Massoud spielte in Ägypten zunächst für al Ahly SC. Mit al Ahly gewann er 2024 die ägyptische Meisterschaft. 2024 wechselte er zum deutschen Zweitligisten Bergischer HC. 2025 gelang ihnen der Aufstieg in die 1. Bundesliga.

### In Auswahlmannschaften
Mit der ägyptischen Jugend-Nationalmannschaft nahm er an der U19-Weltmeisterschaft 2023 teil und belegte mit dem Team den 4. Platz. Zudem wurde er in das All-Star-Team des Turniers gewählt.
Mit der A-Nationalmannschaft nahm er an der Weltmeisterschaft 2025 teil und warf vier Tore in drei Spielen und belegte mit dem Team den 5. Platz.